# GNU GRUB
GRUB (англ. GRand Unified Bootloader) — загрузчик операционной системы проекта GNU. GRUB позволяет пользователю иметь несколько установленных операционных систем и при включении компьютера выбирать одну из них для загрузки.

## Основные сведения
GRUB является эталонной реализацией загрузчика, соответствующего спецификации Multiboot, и может загрузить любую совместимую с ней операционную систему. Среди них: GNU/Linux, FreeBSD, Solaris и многие другие. Кроме того, GRUB умеет по цепочке передавать управление другому загрузчику, что позволяет ему загружать Windows (через загрузчик NTLDR или bootmgr), MS-DOS, OS/2 и другие системы.
После настройки GRUB пользователь при включении компьютера видит список операционных систем, которые установлены на его компьютер, и которые можно загрузить, выбрав подходящую и нажав Enter.
GRUB позволяет пользователю при загрузке задавать произвольные параметры и передавать их в ядро Multiboot-совместимой ОС для дальнейшей обработки.
GRUB — самый популярный загрузчик в мире GNU/Linux и является загрузчиком по умолчанию в большинстве известных дистрибутивов.

## Основные возможности GRUB
- Загрузка Linux, OpenSolaris, *BSD ядер и других Multiboot-совместимых ОС;
- Передача управления другим загрузчикам, возможность загрузки Windows-систем;
- Защита паролем пунктов меню[7][8];
- Поддержка BOOTP и TFTP для сетевой загрузки;
- Интерактивная командная строка загрузки;
- Поддержка файловых систем: ext2/ext3/ext4, ReiserFS, JFS, XFS, NTFS, ISO, UFS, UFS2, FFS, FAT16, FAT32 и Minix, и чтение файлов конфигурации, ядер, initrd и других файлов прямо с файловой системы.
- Поддержка загрузчика EFI, начиная с версии 1.98 (загрузка операционных систем семейства Mac OS).
- Помимо всего прочего, GRUB может достаточно гибко и удобно менять внешний вид используя темы, например, показывать красивый интерфейс и обои в загрузочном меню.
- GRUB2 имеет модульную структуру. Это означает, что туда легко добавляется всё, что угодно, вплоть до игр, также как и выбрасывается, если необходимо уменьшить размер.

## GRUB 2
GRUB 2 — следующая версия GRUB. Разработчики писали GRUB 2 «с нуля», чтобы добиться переносимости и модульности.
В связи с существованием GRUB 2 разработка GRUB 1 прекращена, разработчики лишь принимают патчи, исправляющие ошибки.

## Особенности загрузки
На диск с таблицей разделов MBR есть два варианта установки GRUB. В первом варианте загрузчик «встраивается» в пустое место между MBR и первым разделом (там как минимум 31 килобайт), которое называется «boot track» — загрузочная дорожка, «MBR gap» — зазор или промежуток MBR или «embedding area» — область встраивания. Во втором варианте тело загрузчика находится в файловой системе, а список блоков с ним размещён в первом секторе раздела. Разработчики рекомендуют использовать первый способ.
При подготовке диска для установки GRUB на компьютер, имеющий BIOS и диск с таблицей разделов GPT, необходимо создать специальный загрузочный раздел BIOS (тип раздела «bios_grub» в parted, код раздела «0xEF02» в gfdisk, GUID «21686148-6449-6e6f-744e656564454649») размером не меньше 31 килобайта (разработчики рекомендуют 1 мегабайт, чтобы в случае увеличения размера загрузчика в будущем не пришлось изменять разметку). GRUB поместит в этот раздел дополнительные данные, которые не могут быть помещены в другое место. Такой раздел необходим и для MBR в том случае, когда начало первого раздела находится на диске раньше 1 Мб, код типа раздела «4» в fdisk.